# Dichromodes simpla
Dichromodes simpla là một loài bướm đêm trong họ Geometridae.